# Кърджали (община)
Вижте пояснителната страница за други значения на Кърджали.
Община Кърджали се намира в Южна България и е една от съставните общини на област Кърджали.

## География

### Географско положение, граници, големина
Общината е разположена в централната и североизточна част на област Кърджали. С площта си от 574,742 km2 заема 2-ро сред 7-те общините на областта, което съставлява 17,90% от територията на областта. Границите ѝ са следните:
- на югоизток – община Крумовград и община Момчилград;
- на югозапад – община Джебел;
- на запад – община Ардино;
- на северозапад – община Черноочене;
- на североизток – община Хасково, област Хасково;
- на изток – община Стамболово, област Хасково.

### Природни ресурси

#### Релеф
Релефът на община Кърджали е ниско планински и хълмист. С изключение на най-северозападния ѝ ъгъл (землището на село Ненково), който попада в пределите на Западните Родопи, цялата останала част на общината се заема полупланинските ридове на Източните Родопи.
В най-северозападната ѝ част се простират крайните югоизточни разклонения на рида Каракулас (Гордюва чука), част от Переликско-Преспански дял на Западните Родопи. Тук южно от село Ненково се издига връх Бездивен (1140 m), най-високата точка на общината.
На север от долината на река Арда се простират части от два източнородопски рида: на запад – източната част на рида Чуката с връх Мастатепе (843 m), северозападно от село Севдалина, а на изток от долината на река Перпере – най-западната част на рида Гората, с връх Хисар (575 m), разположен югозападно от село Бащино.
Райните южно от долината на Арда се заемат от крайните северни разклонения на други два източнородопски рида. На юг от язовир „Кърджали“ и западно от долината на река Върбица са северните части на рида Жълти чал – Синия връх (843 m), разположен югозападно от село Велешани. На юг от язовир „Студен кладенец“ и източно от устието на река Върбица се простират крайните северни склонове на Стръмни рид с максимална височина от 821 m, южно от язовира.
Минималната височина на общината е водното огледало на язовир „Студен кладенец“ – 225 m н.в. (кота преливник).

#### Води
Община Кърджали е изключително богата на водни ресурси. От запад на изток през нея преминава горната част от средното течение на най-голямата родопска река Арда. На територията на общината тя получава четири по-големи притока: леви – Боровица и Перперек; десни – Кьошдере и Върбица. С изключение на река Кьошдере, която почти изцяло протича през общината, останалите три реки протичат през нея само с долните си течения. Река Боровица навлиза в община Кърджали от към община Черноочене, минава през село Ненково, завива на юг и се влива в лявата „опашка“ на язовир „Кърджали“. Река Перперек също навлиза откъм община Черноочене при село Три могили и тече на югоизток в широка долина. При село Перперек завива на юг, а след село Сватбаре – на югозапад и се влива от север в язовир „Студен кладенец“. Река Кьошдере води началото си от община Ардино, навлиза в общината северозападно от село Велешани, тече на североизток в дълбока и залесена долина и се влива отляво в река Арда при град Кърджали. Река Върбица протича през общината с най-долното си течение и се влива от юг в язовир „Студен кладенец“ при село Соколско.
На територията на община Кърджали се намират два от най-големите български язовира – „Кърджали“ и „Студен кладенец“. В пределите на общината попадат долната и средната част на язовир „Кърджали“ и средната и горна част на язовир „Студен кладенец“. Преградната стена на язовир „Кърджали“ е най-високата в България и е изградена на около 2 km западно от град Кърджали.

#### Климат
Община Кърджали попада в южнобългарската климатична област и по-точно в източнородопския климатичен район, повлиян от топлото средиземноморско влияние. Зимата е сравнително мека. Минималните температури през зимните месеци са сравнително високи. Лятото е слънчево и горещо, като максималните температури достигат до 40 °C. Средната зимна температура е около 0 °C, а през лятото – 24 °C. Средната годишна температура се движи в границите на 11 – 13 °C. Годишната температурна сума е около 4000 градуса.
През есенно-зимния период под влияние на средиземноморските циклони падат едни от най-големите валежи. Наблюдават се два максимума: зимен – ноември, декември, януари; пролетен – май, юни, юли и един минимум – август, септември. Поради южното положение на общината голяма част от зимните валежи падат във вид на дъжд или дъжд и сняг. През пролетта падат достатъчно количество валежи, които осигуряват добро овлажняване на почвата. От юли започва сравнително ясно очертан безвалежен период, проявен най-добре в края на лятото и в началото на есента, който продължава до октомври. Годишната сума на валежите е около 600 l/m3.

## Население

### Етнически състав (2011)
Численост и дял на етническите групи според преброяването на населението през 2011 г.:
|                     | Численост | Дял (в %) |
| Общо                | 67 460    | 100,00    |
| Българи             | 24 285    | 36,00     |
| Турци               | 33 276    | 49,33     |
| Цигани              | 1013      | 1,50      |
| Други               | 225       | 0,33      |
| Не се самоопределят | 1155      | 1,71      |
| Неотговорили        | 7506      | 11,13     |

### Населени места
Общината има 118 населени места с общо население 62 005 жители към 7 септември 2021 г.
| Населено място | Население (2021 г.) | Площ на землището km2 | Забележка (старо име)                         | Населено място  | Население (2021 г.) | Площ на землището km2 | Забележка (старо име)                    |
| -------------- | ------------------- | --------------------- | --------------------------------------------- | --------------- | ------------------- | --------------------- | ---------------------------------------- |
| Айрово         | 527                 | —                     | Рамиш, Рам кьой, в землището на с. Опълченско | Люляково        | 258                 | 3,688                 | Идризлии                                 |
| Багра          | 42                  | 2,400                 | Бояджи кьой                                   | Майсторово      | 2                   | 2,397                 | Рюстемлер                                |
| Бащино         | 168                 | 10,185                | Хасан бабалар, Бащина                         | Македонци       | 129                 | 4,965                 | Къшла арасъ                              |
| Бели пласт     | 354                 | 17,468                | Акче кайряк, Бели плаз                        | Мартино         | 7                   | —                     | Апазлар, в землището на с. Голяма бара   |
| Бленика        | 158                 | 4,112                 | Терзи алилер гюллю                            | Миладиново      | 276                 | 9,281                 | Деделер                                  |
| Божак          | 38                  | 1,871                 | Делиджилер                                    | Мост            | 561                 | 13,136                | Кьопрюлии                                |
| Бойно          | 290                 | 8,131                 | Исмаилер                                      | Мургово         | 251                 | 7,264                 | Есмерлии                                 |
| Болярци        | 116                 | 6,697                 | Алем бейлер                                   | Мъдрец          | 152                 | 5,452                 | Софулар                                  |
| Брош           | 194                 | 2,899                 | Теке менетлер                                 | Невестино       | 111                 | 1,225                 | Бююк дере, Кадънче                       |
| Бяла поляна    | 94                  | 5,815                 | Акча алан                                     | Ненково         | 79                  | 27,191                | Мемелер                                  |
| Бялка          | 21                  | 2,146                 | Дутлуджа, Белка                               | Опълченско      | 793                 | 2,667                 | Хаджи Мехмедлер                          |
| Велешани       | 110                 | 9,677                 | Тюрк кабаач                                   | Орешница        | 148                 | 9,242                 | Хасъмлар                                 |
| Висока         | 5                   | —                     | Салтъклар, в землището на с. Ненково          | Островица       | 276                 | 5,149                 | Аша ада                                  |
| Висока поляна  | 230                 | 8,183                 | Яйлъджик                                      | Охлювец         | 203                 | 3,964                 | Сюле кьой                                |
| Вишеград       | 297                 | 1,971                 | Хисар юстю                                    | Панчево         | 209                 | 4,324                 | Айваджик                                 |
| Воловарци      | 85                  | 5,022                 | Юкюзчилар                                     | Пеньово         | 155                 | 1,704                 | Кьоселер                                 |
| Върбенци       | 33                  | 2,277                 | Сюйчук                                        | Пепелище        | 271                 | 2,413                 | Кюлджилар                                |
| Главатарци     | 16                  | 0,995                 | Емир оглар, Главатари                         | Перперек        | 655                 | 6,651                 | Яшлар                                    |
| Глухар         | 796                 | 2,939                 | Сагърлер, Сарлар                              | Петлино         | 344                 | 2,246                 | Хорозлар                                 |
| Гняздово       | 38                  | 10,243                | Ювалар                                        | Повет           | 94                  | 1,616                 | Кърлар-Хорозлар                          |
| Голяма бара    | 34                  | 1,533                 | Бююк дере                                     | Прилепци        | 354                 | —                     | Салихлер, в землището на гр. Кърджали    |
| Горна крепост  | 237                 | 5,754                 | Кара алар                                     | Пропаст         | 82                  | —                     | Ямалъ, в землището на с. Сипей           |
| Гъсково        | 107                 | 2,583                 | Йорджеклер                                    | Пъдарци         | 60                  | 9,745                 | Куруджи виран                            |
| Добриново      | 12                  | 3,186                 | Хамзалар                                      | Рани лист       | 655                 | 13,943                | Ашиклари                                 |
| Долище         | 54                  | 2,979                 | Тепе алтъ                                     | Резбарци        | 737                 | 2,823                 | Отман кьой                               |
| Долна крепост  | 113                 | 6,610                 | Дере махле                                    | Ридово          | 13                  | 1,056                 | Ямач кьой                                |
| Дъждино        | 303                 | 3,068                 | Ямур кьой                                     | Рудина          | 108                 | 7,159                 | Тепеджик                                 |
| Дъждовница     | 112                 | 3,257                 | Ямурлар                                       | Сватбаре        | 90                  | 1,881                 | Дююнджилер                               |
| Дънгово        | 12                  | 6,292                 | Дънгърлар                                     | Севдалина       | 39                  | 0,916                 | Дели гьозлер, Гявуроолу                  |
| Енчец          | 311                 | 2,089                 | Макаклар, Салман                              | Седловина       | 257                 | 7,019                 | Кючук Ерджели                            |
| Жинзифово      | 385                 | 5,694                 | Елджилер                                      | Сестринско      | 60                  | 1,732                 | Хатанлар                                 |
| Житарник       | 1                   | 7,273                 | Хамбараджик                                   | Сипей           | 503                 | 3,144                 | Дурханлар                                |
| Зайчино        | 25                  | 1,317                 | Дюлбелер, Зайчина                             | Скалище         | 264                 | 4,291                 | Каяджиклар                               |
| Звезделина     | 377                 | 5,415                 | Кая алтъ                                      | Скална глава    | 115                 | 3,725                 | Кая баши ямурлар                         |
| Звезден        | 133                 | 3,830                 | Каба виран, Звездан                           | Скърбино        | 98                  | —                     | Азаплар, в землището на с. Солище        |
| Звиница        | 344                 | 7,737                 | Бояджиклии                                    | Снежинка        | 3                   | 2,221                 | Кърлъемач                                |
| Звъника        | —                   | 2,006                 | Ахматлар                                      | Соколско        | 3                   | —                     | Шахинлар, в землището на с. Лисиците     |
| Звънче         | 35                  | 0,914                 | Имамлар                                       | Соколяне        | 199                 | 4,188                 | Дуванджилар                              |
| Зелениково     | 295                 | 4,659                 | Кадър месчит                                  | Солище          | 239                 | 1,367                 | Тузлук кьой                              |
| Зимзелен       | 117                 | 2,023                 | Кърлар-Хорозлар                               | Срединка        | 184                 | 0,295                 | Ортаджа кьой (най-малкото землище в Б-я) |
| Зорница        | —                   | 9,893                 |                                               | Старо място     | 3                   | 3,800                 | Кадем ерлер                              |
| Иванци         | 142                 | 2,590                 | Есафлар, Исаклар                              | Стражевци       | 38                  | 10,246                | Посталар                                 |
| Илиница        | 18                  | 1,627                 | Къртълъ                                       | Страхил войвода | 93                  | 3,406                 | Махматча                                 |
| Калинка        | 171                 | 1,026                 | Кеременлер                                    | Стремово        | 280                 | 3,741                 | Гьоклемезлер дере махле                  |
| Калоянци       | 275                 | 12,674                | Кара бахаслъ                                  | Стремци         | 549                 | 9,815                 | Гьоклемезлер                             |
| Каменарци      | 34                  | 4,589                 | Каяджи баши                                   | Татково         | 39                  | 1,874                 | Бобалар ени махле                        |
| Кобиляне       | 275                 | 11,429                | Шереметлер                                    | Тополчане       | 2                   | 1,955                 | Каваклъ бюк                              |
| Кокиче         | 101                 | 3,190                 | Чепелджа                                      | Три могили      | 130                 | 2,440                 | Юч тепе                                  |
| Кокошане       | 41                  | 6,691                 | Къзлап                                        | Ходжовци        | 17                  | 3,207                 | Ходжа кьой                               |
| Конево         | 152                 | 7,309                 | Кара атлар                                    | Царевец         | 248                 | 4,708                 | Дурбалъ кьой, Царювец                    |
| Костино        | 196                 | 2,944                 | Кемиклер                                      | Чеганци         | 38                  | 2,292                 | Хаджи махле                              |
| Крайно село    | 177                 | 1,136                 | Ал кая                                        | Черешица        | 204                 | 10,819                | Кирезлии                                 |
| Крин           | 117                 | 4,497                 | Ахлатлии                                      | Черна скала     | 102                 | 2,754                 | Кара кая                                 |
| Крушевска      | 112                 | 1,988                 | Маруфлар                                      | Черньовци       | 64                  | 1,518                 | Кара Мусалар                             |
| Крушка         | 25                  | 3,608                 | Хамзалар                                      | Чилик           | 206                 | 2,987                 | Чиликлер                                 |
| Кърджали       | 40659               | 30,759                |                                               | Чифлик          | 480                 | 6,955                 |                                          |
| Кьосево        | 197                 | 5,920                 | Кьоселер                                      | Широко поле     | 719                 | 7,862                 | Селеменлер                               |
| Лисиците       | 20                  | 10,176                | Тилкилер                                      | Яребица         | 4                   | 1,271                 | Махмуд оглулар                           |
| Лъвово         | 5                   | 3,005                 | Арслан кьой                                   | Ястреб          | 316                 | 6,711                 | Чакърлар                                 |
|                |                     |                       |                                               | ОБЩО            | 62005               | 574,742               | 7 населени места са без землища          |

## Административно-териториални промени
- МЗ № 2820/обн. 14 август 1934 г. – преименува с. Юглюк на с. Дарец;
- МЗ № 3225/обн. 21 ноември 1934 г. – преименува с. Исмаилер на с. Бойно;

– преименува с. Джебил оглар на с. Гледка;
– преименува с. Кьопрюлии на с. Мост;
– преименува с. Яшлар на с. Перперек;
– преименува с. Гьоклемезлер на с. Стремци;
- МЗ № 3775/обн. 7 декември 1934 г. – преименува с. Рамиш (Рам кьой) на с. Айрово;

– преименува с. Бояджи кьой на с. Багра;
– преименува с. Хасан бабалар на с. Бащина;
– преименува с. Акче кайряк (Акча кайряк) на с. Бели плаз;
– преименува м. Дутлуджа на м. Белка;
– преименува м. Терзи алилер гюллю на м. Бленика;
– преименува м. Делиджилер на м. Божак;
– преименува с. Алем Бейлер на с. Болярци;
– преименува м. Теке менетлер на м. Брош;
– преименува с. Акча алан на с. Бяла поляна;
– преименува с. Тюрк кабаач на с. Велешани;
– преименува с. Сархошлар на с. Веселчане;
– преименува м. Салтъклар на м. Висока;
– преименува с. Яйлъджик (Яйледжик) на с. Висока поляна;
– преименува с. Хисар юстю на с. Вишеград;
– преименува с. Юкюзчилар на с. Воловарци;
– преименува м. Сюйчук на м. Върбенци;
– преименува с. Емирлер на с. Генево;
– преименува с. Емир оглар на с. Главатари;
– преименува с. Сагърлер (Сарлар) на с. Глухар;
– преименува с. Ювалар на с. Гняздово;
– преименува м. Бююк дере на м. Голяма бара;
– преименува с. Каралар (Кара алар) на с. Горна крепост;
– преименува с. Йорджеклер на с. Гъсково;
– преименува м. Хамзалар на м. Добриново;
– преименува с. Бююк ерджели на с. Доброволец;
– преименува с. Дойренлар на с. Дойранско;
– преименува с. Тепе алтъ на с. Долище;
– преименува м. Дере махле на м. Долна крепост;
– преименува с. Ямур кьой на с. Дъждино;
– преименува с. Омер оллар (Ямурлар) на с. Дъждовница;
– преименува с. Дънгърлар на с. Дънгово;
– преименува с. Мюселимлер на с. Дъхово;
– преименува м. Макаклар (Салман) на м. Енчец;
– преименува с. Хисар алтъ на с. Желязна врата;
– преименува с. Елджилер (Ялджилер) на с. Жинзифово;
– преименува с. Хамбараджик на с. Житарник;
– преименува м. Дюлбелер на м. Зайчина;
– преименува с. Кая алтъ на с. Звезделина;
– преименува с. Каба виран на с. Звездан;
– преименува с. Бояджиклии (Бояджиклар) на с. Звиница;
– преименува с. Ахматлар на с. Звъника;
– преименува м. Имамлар на м. Звънче;
– преименува м. Кадър месчит на м. Зелениково;
– преименува м. Кърлар (Кърлар-Хорозлар) на м. Зимзелен;
– преименува с. Донгурлар на с. Зорница;
– преименува с. Есафлар (Исаклар) на с. Иванци;
– преименува м. Казалджа хъвтан на м. Игловръх;
– преименува с. Къртълъ на с. Илиница;
– преименува м. Бююк дере на м. Кадънче;
– преименува с. Кеременлер на с. Калинка;
– преименува с. Кара бахаслъ на с. Калоянци;
– преименува с. Каяджи баши на с. Каменарци;
– преименува с. Шереметлер на с. Кобиляне;
– преименува с. Чепелджа на с. Кокиче;
– преименува с. Къзлап на с. Кокошане;
– преименува с. Кара атлар на с. Конево;
– преименува с. Шадарлар на с. Коневод;
– преименува м. Кемиклер на м. Костино;
– преименува м. Ал кая на м. Крайно село;
– преименува с. Ахлатлии (Ахлатлъ) на с. Крин;
– преименува с. Терзи кьой на с. Крояци;
– преименува м. Маруфлар на м. Крушевска;
– преименува м. Хамзалар на м. Крушка;
– преименува с. Кьоселер на с. Кьосево;
– преименува с. Тилкилер на с. Лисиците;
– преименува с. Арслан кьой на с. Лъвово;
– преименува м. Арсланлар на м. Лъвска;
– преименува с. Идризлии (Идиризлии) на с. Люляково;
– преименува с. Рюстемлер на с. Майсторово;
– преименува с. Къшла арасъ на с. Македонци;
– преименува м. Апазлар на м. Мартино;
– преименува с. Деделер на с. Миладиново;
– преименува с. Есмерлии на с. Мургово;
– преименува с. Софулар на с. Мъдрец;
– преименува с. Мемелер на с. Ненково;
– преименува с. Хаджи Мехмедлер (Хаджи Мехмед олар) на с. Опълченско;
– преименува с. Хасъмлар на с. Орешница;
– преименува с. Осман пашалар на с. Османово;
– преименува с. Аша ада на с. Островица;
– преименува с. Сюле кьой (Суля) на с. Охлювец;
– преименува с. Айваджик на с. Панчево;
– преименува м. Кьоселер на м. Пеньово;
– преименува с. Кюлджилар на с. Пепелище;
– преименува с. Хорозлар на с. Петлино;
– преименува с. Хорозлар на с. Петлите;
– преименува с. Чепелджа на с. Планинка;
– преименува м. Кърлър-Хорозлар на м. Повет;
– преименува с. Салихлер на с. Прилепци;
– преименува м. Ямалъ на м. Пропаст;
– преименува с. Куруджи виран на с. Пъдарци;
– преименува с. Ашиклари на с. Рани лист;
– преименува с. Отман кьой на с. Резбарци;
– преименува м. Ямач кьой на м. Ридово;
– преименува с. Тепеджик на с. Рудина;
– преименува с. Дююнджилер на с. Сватбаре;
– преименува м. Дели гьозлер гявуроолу на м. Севдалина;
– преименува с. Кючук Ерджели на с. Седловина;
– преименува с. Хатанлар (Отаклар, Хотаклар) на с. сестринско;
– преименува м. Дурханлар на м. Сипей;
– преименува с. Каяджиклар на с. Скалище;
– преименува с. Кая баши ямурлар (Кая баши) на с. Скална глава;
– преименува с. Азаплар на с. Скърбино;
– преименува м. Кърлъемач на м. Снежинка;
– преименува с. Шахинлар на с. Соколско;
– преименува с. Дуванджилар на с. Соколяне;
– преименува с. Тузлук кьой на с. Солище;
– преименува м. Ортаджа кьой на м. Срединка;
– преименува м. Кадърлар на м. Средна Арда;
– преименува с. Кадем ерлер на с. Старо място;
– преименува с. Посталар на с. Стражевци;
– преименува с. Махматба на с. Страхил войвода;
– преименува м. Гьоклемезлер дере махле на м. Стремово;
– преименува с. Бабалар ени махле на с. Татково;
– преименува м. Шабанлар на м. Тополска;
– преименува с. Каваклъ бюк на с. Тополчане;
– преименува с. Юч тепе на с. Три могили;
– преименува м. Чалджа на м. Трънча;
– преименува м. Ходжа кьой на м. Ходжовци;
– преименува с. Дурбалъ кьой на с. Царювец;
– преименува с. Хаджи махле на с. Чеганци;
– преименува с. Кирезлии на с. Черешица;
– преименува м. Кара кая на м. Черна скала;
– преименува с. Кара Мусалар на с. Черньовци;
– преименува с. Чиликлер на с. Чилик;
– преименува с. Читаклар на с. Читашко;
– преименува с. Селеменлер (Сюрменлер) на с. Широко поле;
– преименува с. Махмуд оглулар на с. Яребица;
– преименува с. Чакърлар на с. Ястреб;
- МЗ № 1695/обн. 27 септември 1937 г. – заличава с. Планинка поради изселване;
- МЗ № 3078/обн. 23 ноември 1940 г. – заличава м. Трънча и я присъединява като квартал на с. Чифлик;
- МЗ № 3079/обн. 23 ноември 1940 г. – заличава с. Коневод и го присъединява като квартал на с. Гняздово;
- през 1956 г. – осъвременено е името на с. Бели плаз на с. Бели пласт без административен акт;
- Указ № 183/обн. 14 май 1957 г. – заличава селата Дарец, Зорница, Крояци и Петлите поради изселване;

– признава н.м. Темска (от бившето с. Зорница) за отделно населено място – с. Зорница;
- Указ № 369/обн. 28 октомври 1958 г. – заличава селата Дъхово, Желязна врата, Османово и м. Средна Арда поради изселване;
- Указ № 187/обн. 24 май 1960 г. – заличава с. Веселчане и го присъединява като квартал на гр. Кърджали;
- Указ № 463/обн. 2 юли 1965 г. – заличава с. Дойранско поради изселване;
- Указ № 881/обн. 30 ноември 1965 г. – заличава м. Игловръх поради изселване;
- Указ № 960/обн. 4 януари 1966 г. – преименува с. Бащина на с. Бащино;

– преименува с. Главатари на с. Главатарци;
– преименува с. Звездан на с. Звезден;
– отстранява грешката в името на м. Белка на м. Бялка;
– уточнява името на м. Зайчина на м. Зайчино;
– осъвременява името на с. Царювец на с. Царевец;
- Указ № 232/обн. 26 март 1968 г. – обединява махалите Костино и Тополска в едно населено място – с. Костино;

– признава махалите Бленика, Енчец, Зимзелен, Костино, Крайно село, Пеньово, Сипей и Черна скала за села;
- Указ № 757/обн. 8 май 1971 г. – заличава с. Гледка и го присъединява като квартал на гр. Кърджали;

– присъединява част от с. Прилепци като квартал на гр. Кърджали;
- Указ № 409/обн. 27 март 1981 г. – преименува м. Кадънче на м. Невестино;
- Указ № 583/обн. 14 април 1981 г. – признава н.м. Горна гледка (от гр. Кърджали) за отделно населено място – с. Горна гледка;
- Указ № 970/обн. 4 април 1986 г. – заличава с. Генево, м. Лъвска и с. Читашко поради изселване;

– заличава с. Доброволец и го присъединява като квартал на гр. Кърджали;
- Указ № 3005/обн. 9 октомври 1987 г. – закрива община Перперек и заедно с включените в състава ѝ населени места и я присъединява към община Кърджали;
- Указ № 250/обн. 22 август 1991 г. – заличава с. Горна гледка и го присъединява като квартал на гр. Кърджали;
- На основание §7 (т.3) от Закона за административно-териториалното устройство на Република България (ДВ, бр. 63/14.07.1995 г.) всички махали, колиби, гари, минни и промишлени селища придобиват статут на села.

## Политика

### Награди за Община Кърджали
- Победител в категория „Спорт и младежки политики“, раздел „големи общини“, в онлайн конкурса „Кмет на годината, 2017“. Приз за кмета инж. Хасан Азис за спортни площадки и зали за насърчаване и развитието на любителския и професионалния спорт.

## Природни и исторически забележителности, туризъм
Голямото биоразнообразие, уникалните природни забележителности и запазената природна среда, незасегната от негативните влияния на индустриализацията и урбанизацията превръщат еко-туризъм в приоритет за развитие на общината. На територията ѝ има няколко защитени природни обекта – природните забележителности „Каменната сватба“, „Каменните гъби“ край село Бели пласт; „Скалният прозорец“ край село Костино, а също и няколко защитени местности с находища на световно застрашени представители на флората и фауната – „Венерин косъм“, „Юмрук скала“ и „Средна Арда“.
По поречието на река Арда и язовирите „Кърджали“ и „Студен кладенец“ е поставено началото на изграждане на бази за краткотраен отдих и развитие на всички видове водни спортове и съществуват идеални условия за ловен, риболовен и гребен туризъм.
Множество уникални неолитни паметници, крепости и други археологични находки напомнят за богатото културно-историческо минало на този край. В Историческия музей в град Кърджали се съхранява богата колекция от над 30 000 експоната, като част от тях са уникални в световен мащаб. Експозициите на трите отдела „Археология“, „Природа“ и „Етнография“ проследяват историческото развитие на Източните Родопи от VI хил. пр.н.е. до наши дни. Най-старите исторически пластове датират от новокаменната епоха и преминават през бронзовата и желязната. Крепостите, скалните ниши и светилищата носят белезите на тракийската, гръцката и римската цивилизации. Средновековните манастирски комплекси, крепости и некрополи говорят за величието на Византия и силата на Първото и Второто българско царство.
Продължаващите археологични експедиции на територията на общината откриват нови страници от историята на този кръстопът на народи и култури. През месец август 2000 г. близо до гр. Кърджали, край средновековната крепост „Перперикон“ археолози под ръководството на ст.н.с. Николай Овчаров откриват тракийски царски дворец със светилища от края на V-IV век пр.н.е., разположен под старата крепост. Това е единственият открит свещен тракийски царски дворец от тази епоха.
Малко са градовете в България, които имат реставриран манастирски комплекс от IX-Х век. Това е манастирският комплекс „Св. Йоан Предтеча“, който днес е действащ.

## Транспорт
През територията на общината преминава участък от 40,9 km от трасето на жп линията Русе – Горна Оряховица – Стара Загора – Димитровград – Подкова.
През общината преминават частично 7 пътя от Републиканската пътна мрежа на България с обща дължина 112,4 km:
- участък от 15 km от Републикански път I-5 (от km 335,7 до km 350,7);
- началният участък от 26,2 km от Републикански път III-507 (от km 0 до km 26,2);
- последният участък от 16,5 km от Републикански път III-865 (от km 49,9 до km 66,4);
- последният участък от 20,5 km от Републикански път III-5009 (от km 5,1 до km 25,6);
- началният участък от 15,7 km от Републикански път III-5071 (от km 0 до km 15,7);
- началният участък от 15,7 km от Републикански път III-5072 (от km 0 до km 15,7);
- началният участък от 2,8 km от Републикански път III-8653 (от km 0 до km 2,8).

## Топографска карта
- Лист от карта K-35-75. Мащаб: 1 : 100 000.
- Лист от карта K-35-76. Мащаб: 1 : 100 000.
- Лист от карта K-35-87. Мащаб: 1 : 100 000.
- Лист от карта K-35-88. Мащаб: 1 : 100 000.